# HD 215943
HD 215943，又名BD+36 4934，SAO 72732、HR 8678，是一颗恒星，视星等为5.9，位于銀經97.4，銀緯-19.27，其B1900.0坐标为赤經22h 43m 36.2s，赤緯+36° -19.27′ 26″。